# Dimitar Makriev
Dimitar Makriev (cirill betűkkel: Димитър Иванов Макриев; Goce Delcsev, 1984. január 7. –) bolgár válogatott labdarúgó, jelenleg a Néa Szalamína játékosa.

## Mérkőzései a bolgár válogatottban
| #  | Dátum              | Ellenfél     | Eredmény | Kiírás              | Esemény   |
| -- | ------------------ | ------------ | -------- | ------------------- | --------- |
| 1. | 2009. március 28.  | Írország     | 1 – 1    | Vb-selejtező        | 66'       |
| 2. | 2009. április 1.   | Ciprus       | 2 – 0    | Vb-selejtező        | 89' 90+4' |
| 3. | 2009. június 6.    | Írország     | 1 – 1    | Vb-selejtező        | 60'       |
| 4. | 2010. október 8.   | Wales        | 1 – 0    | Eb-selejtező        | 87'       |
| 5. | 2010. október 12.  | Szaúd-Arábia | 2 – 0    | barátságos mérkőzés | 76'       |
| 6. | 2010. november 17. | Szerbia      | 0 – 1    | barátságos mérkőzés | 53' 63'   |
| 7. | 2011. február 9.   | Észtország   | 2 – 2    | barátságos mérkőzés |           |
| 8. | 2011. március 26.  | Svájc        | 0 – 0    | Eb-selejtező        | 52'       |

## Sikerei, díjai
NK Maribor:
- Szlovén labdarúgó-bajnokság (első osztály) bronzérmes: 2006-07

South China:
- Hongkongi Premier League bronzérmes: 2014-15

Néa Szalamína:
- Ciprusi labdarúgó-bajnokság (első osztály) gólkirálya (19 gól)